# Antoni Kozioł
Antoni Kozioł (ur. 1945, zm. 24.03.2025) – polski inżynier chemik (absolwent Politechniki Wrocławskiej) i matematyk (absolwent Uniwersytetu Wrocławskiego). Od 2001 profesor na Wydziale Chemicznym Politechniki Wrocławskiej.